# Katie Leung
Katie Liu Leung (cinese: 梁佩诗, Pinyin: Liáng Pèishī; Dundee, 8 agosto 1987) è un'attrice scozzese di origini cinesi, nota per il ruolo di Cho Chang nei film della serie di Harry Potter.

## Biografia
La Leung vive a Motherwell, una cittadina vicino a Glasgow, assieme al padre (originario di Hong Kong), due fratelli e la sorella minore. È stata selezionata per interpretare il ruolo di Cho Chang fra 3972 altre ragazze che aspiravano alla parte. In un'intervista al Daily Record afferma che probabilmente il suo accento scozzese le ha dato una possibilità in più nell'ottenere la parte.
Si conosce piuttosto poco della Leung prima del suo debutto in Harry Potter. Daniel Radcliffe, l'attore che interpreta il protagonista, afferma di trovarla un'attrice molto valida. Katie ha poi girato Harry Potter e l'Ordine della Fenice e ha abbandonato la carriera universitaria per poter recitare. La Leung impersona Cho Chang, una ragazza molto popolare di Corvonero, che si scopre avere un debole per il giovane Harry.

## Filmografia

### Attrice

#### Cinema
- Harry Potter e il calice di fuoco (Harry Potter and the Goblet of Fire), regia di Mike Newell (2005)
- Harry Potter e l'Ordine della Fenice (Harry Potter and the Order of the Phoenix), regia di David Yates (2007)
- Harry Potter e il principe mezzosangue (Harry Potter and the Half-Blood Prince), regia di David Yates (2009)
- Harry Potter e i Doni della Morte - Parte 1 (Harry Potter and the Deathly Hallows – Part 1), regia di David Yates (2010)
- Harry Potter e i Doni della Morte - Parte 2 (Harry Potter and the Deathly Hallows – Part 2), regia di David Yates (2011)
- The Foreigner, regia di Martin Campbell (2017)
- T2 Trainspotting, regia di Danny Boyle (2017)
- Locked Down, regia di Doug Liman (2021)

#### Televisione
- Agatha Christie's Poirot – serie TV, episodio 11x02 (2008)
- Run – miniserie TV, 2 puntate (2013)
- Padre Brown – serie TV, episodio 2x08 (2014)
- One Child, regia di John Alexander – miniserie TV (2014)
- Chimerica, regia di Michael Keillor – miniserie TV (2019)
- The Nest, regia di Andy De Emmony – miniserie TV (2020)
- Roadkill, regia di Michael Keillor – miniserie TV, 3 puntate (2020)
- Annika – serie TV, 12 episodi (2021-2023)
- Inverso - The Peripheral (The Peripheral) – serie TV, 7 episodi (2022)
- La Ruota del Tempo (The Wheel of Time) – serie TV, 3 episodi (2023)
- Nightsleeper, regia di John Hayes e Jamie Magnus Stone – miniserie TV (2024)

### Doppiatrice
- Harry Potter e l'Ordine della Fenice (Harry Potter and the Order of the Phoenix) – videogioco (2007)
- Harry Potter e il principe mezzosangue (Harry Potter and the Half-Blood Prince) – videogioco (2009)
- Cyberpunk 2077 – videogioco (2020)
- Arcane – serie animata, 14 episodi (2021-2024)
- LEGO Star Wars: La saga degli Skywalker (Lego Star Wars: The Skywalker Saga) – videogioco (2022)

## Doppiatrici italiane
Nelle versioni in italiano delle opere in cui ha recitato, Katie Leung è stata doppiata da:
- Jun Ichikawa in Harry Potter e il calice di fuoco, Harry Potter e l'Ordine della Fenice, Harry Potter e i Doni della Morte - Parte 2, Inverso - The Peripheral, La Ruota del Tempo
- Lilli Manzini in The Foreigner
- Elena Perino in Annika

Da doppiatrice è sostituita da:
- Chiara Gioncardi in Arcane